# Henry Mollison
Henry Mollison (21 de fevereiro de 1905 – 19 de julho de 1985) foi um ator de cinema britânico. Ele foi casado com a atriz Lina Basquette, de 1937 até seu divórcio.

## Filmografia selecionada
- Balaclava (1928)
- Knowing Men (1930)
- Third Time Lucky (1931)
- The Face at the Window (1932)
- Letting in the Sunshine (1933)
- Out of the Past (1933)
- Mister Cinders (1934)
- Royal Cavalcade (1935)
- Drake of England (1935)
- The Man in the White Suit (1951)